# Principio de doble efecto

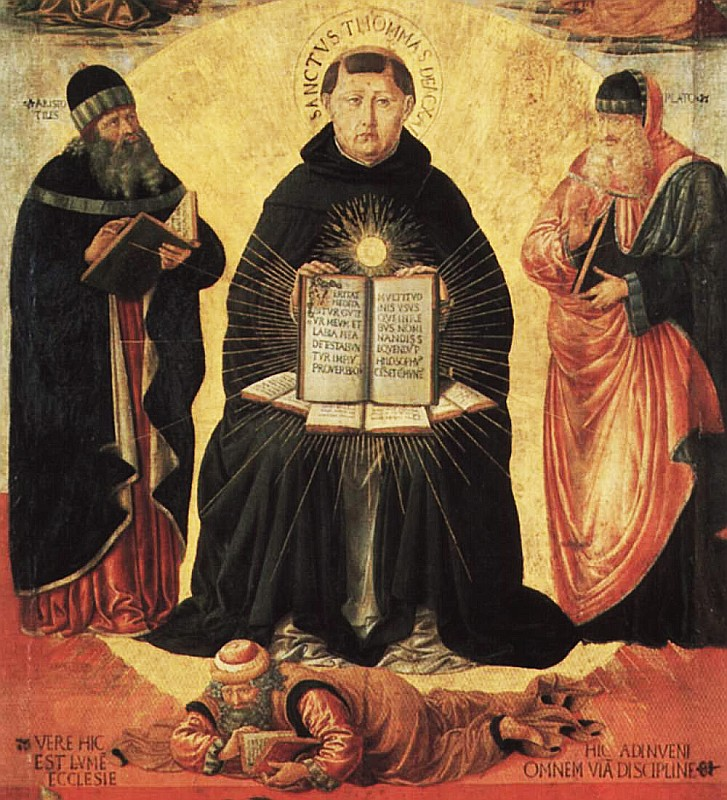
Tomás de Aquino

El principio de doble efecto es un "principio de razonamiento práctico que sirve para determinar la licitud o ilicitud de una acción que produce o puede producir dos efectos, de los cuales uno es bueno y el otro es malo."  "[L]a idea principal que subyace al principio del doble efecto es que una persona no es igualmente responsable por todos los efectos malos que se siguen de su acción, sino que existe una diferencia fundamental entre aquellos que intenta y aquellos que solo prevé o debe prever."  También puede ser definido como "principio de no imputabilidad del mal indirecto producido por un acto voluntario directo".
A través de ese principio, diversos filósofos cristianos y otros autores evalúan la permisibilidad de actuar cuando el acto legítimo de otra persona (por ejemplo, aliviar el dolor de un paciente terminal) también puede causar un efecto que de otro modo estaría obligado a evitar (sedación y una vida acortada). Al sujeto no se le imputa el mal que se sigue, pues el efecto bueno justifica por sí mismo el que se ejecute una acción que lleva consigo un efecto malo, ciertamente previsto, pero que no es deseado.

## Origen
Surge principalmente a partir del pensamiento de Tomás de Aquino, y luego adquiere un alcance más abierto, asequible a los estudiosos de ética en general. En efecto, "a partir de la segunda mitad del siglo XX, con la rehabilitación de la filosofía práctica clásica en el ámbito analítico anglosajón, el principio vuelve a ser estudiado vigorosamente".

## Datos generales
Aunque este principio tiene precedentes anteriores (por ejemplo, en la Suma de teología de Tomás de Aquino, II-II, q. 64, a. 7), fue formulado de modo más sistemático por un jesuita francés, Jean-Pierre Gury(1801-1886), autor de un famoso compendio de teología moral.
Gury distinguía entre:
- Principio de imputabilidad del voluntario indirecto "in causa";

- Principio de no imputabilidad del voluntario directo "in causa" con dos efectos, uno bueno y otro malo: se trata de un acto voluntario, uno de cuyos efectos no es querido directamente.

La imputabilidad implica tres aspectos (según las tres dimensiones propias del actuar humano):
- Conocimiento: el agente prevé cuál será el efecto de su acción (aunque sea de una manera confusa o imprecisa).

- Voluntad: el agente es consciente de que puede no poner el acto o, una vez puesto, puede "quitarlo" (dejar de sostener el acto).

- Sociedad: el agente percibe el contexto de deberes en el que se coloca su acto.

## Las condiciones del principio de doble efecto
Los estudiosos han ido profundizando en lo que hoy se conocen como condiciones que permitirían aplicar de modo adecuado el principio de doble efecto. Según algunas enumeraciones, se trataría de cuatro o de más condiciones. Tales condiciones serían:
- El objeto del acto que se persigue debe ser moralmente bueno (esto excluye las acciones intrínsecamente malas, que de suyo se excluyen).

- La intención del que actúa debe ser buena y excluye (no desea, pero lo tolera) el efecto malo que se seguirá de la acción.

- El efecto bueno no puede ser causado por el efecto malo, sino por la acción, aunque tal acción luego cause también el efecto malo.

- El efecto bueno debe ser suficientemente valioso para compensar que se produzca el efecto malo.

A las anteriores condiciones se puede añadir un prerrequisito: que no existan acciones mejores, es decir, que no sean posibles alternativas que provoquen menos daños que los que se provocarán con el acto que alcanzará un buen resultado y daños colaterales.